# Oznice
Oznice (in tedesco Osnitz) è un comune della Repubblica Ceca facente parte del distretto di Vsetín, nella regione di Zlín.